# Il crociato in Egitto
Il crociato in Egitto è un melodramma eroico in due atti di Giacomo Meyerbeer, su libretto di Gaetano Rossi. Debuttò con successo alla Fenice di Venezia il 7 marzo 1824.

## Composizione e prime rappresentazioni
Il ruolo del protagonista, Armando, fu scritto espressamente per il castrato Giovanni Battista Velluti; successivamente Meyerbeer decise di affidare il ruolo a un soprano: il primo soprano a vestire i panni di Armando d'Orville fu Giuditta Pasta nel successo del 25 settembre 1825 al Théâtre de la comédie italienne di Parigi con Domenico Donzelli.
A Venezia il ruolo di Palmide è stato eseguito da Henriette Méric-Lalande, quello di Aladino da Luciano Bianchi, Felicia da Brigida Lorenzani e quello di Adriano da Gaetano Crivelli.
Al His Majesty's Theatre di Londra avviene la prima il 3 giugno 1825 con stesso cast veneziano ed il 23 giugno successivo nella seconda versione come Le croisé en Égypte con Maria Malibran.
La terza versione ebbe la prima al Teatro alla Scala di Milano il 2 marzo 1826 diretta dal compositore con Carolina Bassi e Crivelli, il 26 settembre al Teatro San Carlo di Napoli con la Méric-Lalande, la Lorenzani e Giovanni David ed al Teatro Comunale di Bologna il 14 ottobre successivo con Nicola Tacchinardi, il 26 dicembre al Teatro Regio di Torino diretta da Giovanni Battista Polledro con la Bassi, il 25 aprile 1828 al Teatro Nacional de São Carlos di Lisbona diretta dal compositore, il 12 aprile 1830 al Teatro della Canobbiana di Milano con Clorinda Corradi e Giovanni Battista Verger ed il 13 luglio a Livorno con Giulia Grisi.
Nella stagione di carnevale-quaresima 1834-1835 di Venezia torna con successo con Domenico Cosselli, Domenico Donzelli e Giuditta Grisi.

## Cast della prima assoluta
| Ruolo   | Registro vocale  | Interprete                |
| ------- | ---------------- | ------------------------- |
| Aladino | basso            | Luciano Bianchi           |
| Palmide | soprano          | Henriette Méric-Lalande   |
| Osmino  | tenore           | Giovanni Boccaccio        |
| Alma    | soprano          | Marietta Brambati         |
| Adriano | tenore           | Gaetano Crivelli          |
| Felicia | contralto        | Brigida Lorenzani         |
| Armando | soprano castrato | Giovanni Battista Velluti |

## Struttura musicale
- Sinfonia

### Atto I
- N. 1 - Introduzione Patria amata! oh! tu il primiero - I doni d'Elmireno - Il contento ch'io provo nel seno (Coro, Palmide, Osmino, Aladino)
- N. 2 - Coro e Cavatina Armado Urridi vezzose - O figlio dell'amore (Coro, Armado)
- N. 3 - Duetto Palmide e Armado Deh! per pietà, t'arresta
- N. 4 - Coro e Cavatina Felicia Vedi il legno, che in vaga sembianza - Pace io reco, a noi più grata (Coro, Felicia)
- N. 5 - Duetto Adriano e Armado Và: già varcasti, indegno
- N. 6 - Terzetto Giovinetto cavalier (Felicia, Palmide, Armando)
- N. 7 - Coro Gran profeta, là del cielo
- N. 8 - Finale I Elmireno!../Me di Rodi (Aladino, Armando, Adriano, Palmide, Felicia, Osmino, Coro)

### Atto II
- N. 9 - Aria Felicia Ah! ch'io l'adoro ancor (Felicia, Osmino, Coro)
- N. 10 - Aria Palmide Tutto qui parla ognor (Palmide, Osmino, Aladino, Alma, Coro)
- N. 11 - Coro Nel silenzio, fra l'orror
- N. 12 - Preghiera e Sestetto Oh nume clemente - Che miro! oh cielo! (Palmide, Felicia, Adriano, Armando, Osmino, Aladino, Coro)
- N. 13 - Aria Adriano Suona funerea (Adriano, Coro, Aladino, Felicia, Osmino)
- N. 14 - Aria Armando Il dì rinascerà
- N. 15 - Finale II Udite or alto arcano... - Ah! che fate! v'arrestate (Coro, Osmino, Adriano, Felicia, Armando, Palmide, Aladino)

## Incisioni
| Anno | Cantanti (Armando, Palmide, Adriano, Felicia)                       | Direttore         | Etichetta  |
| ---- | ------------------------------------------------------------------- | ----------------- | ---------- |
| 1979 | Felicity Palmer, Yvonne Kenny, Rockwell Blake, Dana Krueger         | Gianfranco Masini | Opera Rara |
| 1990 | Diana Montague, Yvonne Kenny, Bruce Ford, Della Jones               | David Parry       | Opera Rara |
| 2007 | Michael Maniaci, Patrizia Ciofi, Fernando Portari, Laura Polverelli | Emmanuel Villaume | Dynamic    |